# 米哈伊尔·格奥尔加泽
米哈伊尔·波尔菲里耶维奇·格奥尔加泽（俄语：Михаил Порфирьевич Георгадзе；1912年2月15日（28日）—1982年11月23日）是苏联最高苏维埃主席团秘书、格鲁吉亚共产党中央委员会第二书记。